# تاريخ ألمانيا خلال الحرب العالمية الثانية
تاريخ ألمانيا خلال الحرب العالمية الثانية عن كثب يوازي ذلك من ألمانيا النازية أدولف هتلر تحت. وقال انه جاء إلى السلطة في ألمانيا عام 1933. من تلك النقطة فصاعدا، تليها ألمانيا سياسة إعادة التسلح والمواجهة مع الدول الأخرى. خلال الحرب احتلت الجيوش الألمانية معظم أوروبا ؛ القوات النازية هزمت فرنسا، واستغرق والنرويج، ويوغوسلافيا واليونان غزت واحتلت جزءا كبيرا من الجزء الأوروبي من الاتحاد السوفياتي. ألمانيا مزورة أيضا تحالفات مع المجر ورومانيا وبلغاريا وفنلندا في وقت لاحق وتعاونت مع أشخاص في دول أخرى عدة. واعتبر هزيمة الألمان في معركة ستالينغراد في 1942 في انتصار حاسم التي حولت مجرى الحرب ضد ألمانيا وحلفائها لمكافحة الكومنترن. الحرب العالمية الثانية توجت استسلام ألمانيا غير المشروط لقوات الحلفاء، وسقوط ألمانيا النازية، وفاة أدولف هتلر.

## غزو بولندا
في 1 سبتمبر 1939، غزت ألمانيا بولندا والتي أدت إلى الحرب العالمية الثانية ثم بريطانيا وفرنسا الحرب على ألمانيا وفقا للاتفاق الذي كانوا مع بولندا. بعد بريطانيا وأستراليا وكندا ونيوزيلندا وجنوب أفريقيا والهند كما أعلن الحرب على ألمانيا. بعد انتهاء الحملة الانتخابية في بولندا، ودخلت الحرب لفترة الخمول النسبي المعروف باسم «الحرب الوهمية». انتهى هذا عندما غزت ألمانيا الدنمارك والنرويج في أبريل 1940 (انظر Weserübung عملية) وهولندا وبلجيكا ولوكسمبورغ وفرنسا في مايو (انظر معركة فرنسا). جميع الدول التي غزتها استسلمت بسرعة وقوات من بريطانيا وحلفائها عانى من هزيمة مهينة في النرويج (انظر حملة الحلفاء في النرويج) وتراجع شبه كارثية من فرنسا (انظر معركة دونكيرك). وهددت بريطانيا مع الغزو برمائية (انظر عملية أسد البحر)، ولكن أثناء معركة بريطانيا وفتوافا فشلت في تحقيق التفوق الجوي، لذلك تم تأجيل الغزو إلى أجل غير مسمى. احتلت قطعة واحدة من الأراضي البريطانية، وجزر القنال، من ألمانيا حتى نهاية الحرب.

## شمال أفريقيا
في يونيو 1940، انضمت إيطاليا بعد معركة فرنسا وكان جميع ولكن أكثر وألمانيا والدكتاتور بنيتو موسوليني يعلن الحرب على بريطانيا وفرنسا. في آب، أحاطت القوات الاستعمارية الإيطالية في المبادرة ؛ من مستعمرتهم في شرق أفريقيا الإيطالية احتلوا أرض الصومال البريطانية. في سبتمبر, نظموا غزو محدود من مصر من ليبيا. القوات البريطانية والكومنولث، على الرغم من كونه يفوقهم عدد القوات المتاحة ل500000 35000 (منهم 17000 كانوا من غير المقاتلين)، وقدم القتال بعد الانسحاب وأرسلت تعزيزات إلى المنطقة في ديسمبر كانون الأول وهجوما مضادا. تناول هزائم مذلة البريطانية العديد من الإيطاليين واعتقل أكثر من 130،000 سجين في حملة استمرت شهرا في شرق ليبيا. في يناير 1941، وأرسلت قوات فيلق أفريقيا إلى ليبيا لتعزيز حلفائهم الإيطالية وتلا ذلك حملة من الصعب محاربته. ويعرف هذا جزء من الحرب وحملة شمال أفريقيا.